# Деменичи
Деменичи (бел. Дзяменічы) — деревня в Жабинковском районе Брестской области Беларуси. Входит в состав Хмелевского сельсовета.

## География
Деревня находится в западной части Брестской области, при автодороге Н-138, на расстоянии приблизительно 10 километров (по прямой) к северо-западу от города Жабинка, административного центра района. Абсолютная высота — 153 метра над уровнем моря. Площадь населённого пункта — 1,4853 км².

## История
В письменных источниках начинает упоминаться начиная с 1492 года.
По состоянию на 1905 год, в Деменчицах проживало 826 человек. В административном отношении деревня входила в состав Турнянской волости Брестского уезда Гродненской губернии.
Согласно Рижскому мирному договору (1921), деревня вошла в состав межвоенной Польши, входила в состав гмины Турна Брестского повета Полесского воеводства. В 1921 году числилось 368 жителей, проживавших в 58 домах. В этническом составе населения того периода поляки составляли 97,6 %, белорусы — 2,4 %. В конфессиональном составе населения преобладали православные христиане (100 %).
С 1939 года в БССР, с 1940 года в составе Соколовского сельсовета Жабинковского района. В 1949 году организован колхоз «Сталинский путь». До 30 июля 1966 года входила в состав Пелищенского сельсовета Каменецкого района. C 1966 по 1972 годы являлась частью Сакского сельсовета. В 1972 году включена в состав Хмелевского сельсовета.

## Население
По данным переписи 2019 года, в деревне проживало 129 человек.
| Год  | Население, человек |
| ---- | ------------------ |
| 1905 | 826                |
| 1921 | ↘ 368              |
| 1940 | ↗ 743              |
| 1959 | ↘ 602              |
| 1970 | ↘ 516              |
| 2005 | ↘ 182              |
| 2009 | ↘ 138              |
| 2019 | ↘ 129              |